# Liste der denkmalgeschützten Objekte in Rennweg am Katschberg
Die Liste der denkmalgeschützten Objekte in Rennweg am Katschberg enthält die 6 denkmalgeschützten, unbeweglichen Objekte der Gemeinde Rennweg am Katschberg.

## Denkmäler
| Foto |                 | Denkmal                                                                                      | Standort                              | Beschreibung | Metadaten |
| ---- | --------------- | -------------------------------------------------------------------------------------------- | ------------------------------------- | --- | --- |
| ja   | Datei hochladen | Pocherhaus mit Stämpfe und Mühle HERIS-ID: 35848 Objekt-ID: 34678                            | Oberdorf 22, 23 Standort KG: Oberdorf | Das dreigeschoßige Pocherhaus, ein Einhof mit bei einem Umbau 1757 gestalteter Fassade, hat barocke Fensterkörbe und eine reich verzierte Stuckdecke im Dachgeschoß. Südlich davon befinden sich in einem Gebäude mit bruchsteingemauertem Erdgeschoß und in Blockbauweise gezimmertem Obergeschoß eine Schmiede und eine Mühle.       | BDA-Hist.: Q1263761 Status: Bescheid Stand der BDA-Liste: 2025-06-30 Name: Pocherhaus mit Stämpfe und Mühle GstNr.: .60, .61 Pocherhaus (Oberdorf)                                      |
| ja   | Datei hochladen | Bauernhaus, Felflitzer-Keusche (Wölflitzer) HERIS-ID: 45652 Objekt-ID: 47033                 | Aschbach 4 Standort KG: Rennweg       | Die Felflitzer-Keusche ist ein querteiliger Einhof der um 1700 erbaut wurde. Der talseitig gelegene Zubau stammt aus dem Jahre 1789. Im 20. Jahrhundert wurden Veränderungen und Umbaumaßnahmen durchgeführt. | BDA-Hist.: Q38017198 Status: Bescheid Stand der BDA-Liste: 2025-06-30 Name: Bauernhaus, Felflitzer-Keusche (Wölflitzer) GstNr.: .71 Felflitzer-Keusche                                  |
| ja   | Datei hochladen | Kath. Filialkirche hl. Georg mit Friedhof HERIS-ID: 54657 Objekt-ID: 63020                   | St. Georgen Standort KG: Rennweg      | Die große spätbarocke Saalkirche wurde von 1780 bis 1782 an Stelle eines abgetragenen Vorgängerbaus errichtet. Der Turm an der Nordseite des dreijochigen Langhauses ist im unteren Teil noch gotisch. Der Hochaltar ist spätbarock; die Rokokokanzel stammt aus der 2. Hälfte des 18. Jahrhunderts.                                   | BDA-Hist.: Q38061819 Status: § 2a Stand der BDA-Liste: 2025-06-30 Name: Kath. Filialkirche hl. Georg mit Friedhof GstNr.: .86, 810 Kirche Sankt Georgen im Katschtal                    |
| ja   | Datei hochladen | Kath. Pfarrkirche hl. Peter mit Friedhof und Friedhofsmauer HERIS-ID: 54799 Objekt-ID: 63200 | St. Peter 16 Standort KG: St. Peter   | Die Pfarrkirche ist ein blockhaft geschlossener und einheitlich überdachter Bau. Der Westteil des Langhauses mit zentralem Pfeiler und Hauptportal an der Südseite ist spätgotisch. Der Ostteil des Langhauses und der Chor stammen aus dem 17. Jahrhundert. Die Inneneinrichtung stammt aus der Zeit um 1700.                         | BDA-Hist.: Q38062472 Status: § 2a Stand der BDA-Liste: 2025-06-30 Name: Kath. Pfarrkirche hl. Peter mit Friedhof und Friedhofsmauer GstNr.: .20/1, 10/3 Kirche Sankt Peter im Katschtal |
| ja   | Datei hochladen | Pfarrhof HERIS-ID: 92454 Objekt-ID: 107394                                                   | St. Peter 16 Standort KG: St. Peter   | | BDA-Hist.: Q37760102 Status: § 2a Stand der BDA-Liste: 2025-06-30 Name: Pfarrhof GstNr.: .21 Pfarrhof Sankt Peter im Katschtal                                                          |
| ja   | Datei hochladen | Bauernhaus, Urtaler Haus HERIS-ID: 25675 Objekt-ID: 22118                                    | St. Peter 38 Standort KG: St. Peter   | Das 1786 erbaute Urtaler Haus ist ein zweigeschoßiger Einhof. Der hintere Teil des Gebäudes ist in Blockbauweise über Bruchsteinmauern, der vordere Teil ist massiv gebaut. An der Nordseite der Labn befindet sich die ehemalige Rauchküche mit Tonnengewölbe und Stichkappen. Die dazugehörige Tenne ist in Blockbauweise errichtet. | BDA-Hist.: Q37895651 Status: Bescheid Stand der BDA-Liste: 2025-06-30 Name: Bauernhaus, Urtaler Haus GstNr.: .60 Urtaler Haus, Sankt Peter im Katschtal                                 |